# Langen (havezate)
De havezate Langen stond aan de oostzijde van de Nederlandse stad Lochem, provincie Gelderland. 

## Geschiedenis
Het huis is waarschijnlijk in de 15e eeuw door de familie Van Langen gesticht. Een van de bewoners was Geertrui van Langen die huwde met Henrick van Metelen, heer van de Nettelhorst. Henrick overleed in 1453.
In de 17e eeuw kreeg de familie Van Keppel het huis Langen in bezit. Reynier van Keppel droeg het huis Langen in 1615 als leen op aan het kasteel Wildenborg.

### Schimmelpenninck
Rond 1680 werd Langen als onderpand gegeven aan Helena Steenhouwer, in ruil voor een geldlening. Toen eigenaar Adolph Jan van Keppel de schuld niet kon afbetalen, verkocht Helena in 1684 de havezate aan Jacob Schimmelpenninck, heer van het naastgelegen kasteel De Cloese. Hij had Langen vermoedelijk gekocht voor zijn oudste zoon Herman Henrick, die dankzij het bezit van de havezate aanspraak kon maken op het lidmaatschap van de Ridderschap van Zutphen. In 1691 werd Herman Henrick inderdaad tot de ridderschap toegelaten vanwege zijn eigendom van de havezate Langen. Het kasteel zelf was toen waarschijnlijk al verdwenen en het goed bestond slechts nog uit een bijgebouw.

### Van Heeckeren
In 1745 erfde Maria Louise van Doetinchem, als laatste erfgenaam van Schimmelpenninck, zowel De Cloese als Langen. Uit geldnood verkocht zij nog datzelfde jaar beide bezittingen aan Frans Jan van Heeckeren van Enghuizen, die er vervolgens mee werd beleend. Het goed werd verpacht aan de familie Willemsen, die zich al snel Keppel(s) gingen noemen, naar de 17e-eeuwse eigenaren van het kasteel.
Van 1765 tot 1786 was Langen in bezit van H.A.W. van Rouwenoort. Contractueel was vastgelegd dat Langen weer aan Van Heeckeren zou terugvallen als Rouwenoort een andere havezate wist te bemachtigen. Dit laatste gebeurde in 1786 en Langen kwam daardoor weer terug aan de familie.
Toen Jacob Adolph van Heeckeren in 1792 overleed, kwam Langen terecht bij diens zoon Lodewijk baron van Heeckeren. Voor Lodewijk was het bezit van de havezate Langen van belang vanwege het lidmaatschap van de Ridderschap van Zutphen.

### Verkoop
In 1828 besloot Lodewijk om alle goederen te verkopen aan Arnold Henry Peter Hubert. Hieronder viel niet alleen Langen, maar ook De Cloese, Diepenbroek en Karssenberg.
In 1907 werden de bezittingen geveild en raakten de oorspronkelijke goederen verdeeld.

## Beschrijving
Het is niet bekend wanneer de havezate is verdwenen. Een 18e-eeuwse tekening toont alleen nog een bijgebouw. Waarschijnlijk is Langen al in de 17e eeuw afgebroken. Tot het goed behoorden diverse boerderijen, zoals het erf Wennekink (waarschijnlijk het bouwhuis van Langen), het goed Lunsink en het erf Wamelink.
Door het ontbreken van afbeeldingen is niet bekend hoe de havezate er uit heeft gezien.
Aalst · Aardenburg · Acquoy · Aerdt · Agistaldaburg · Ahof · Aldenhaag · Aller · Ambe · Ammersoyen · Ampsen · Andelst · Angeroyen · Appelburg · Appelse walburg · Appeltern · Arler · Baak · Babberich · Baer · Baerle · Bakerbosch · Balgoij · Barlham · Batenburg · Beek · Beerenclaauw · Bemmel · Bevervoorde · Bergh · Biljoen · Bingerden · Blankenborg (Laren) · Blankenborg · Blauwe Huis · Blokhuis (Ravenswaaij) · Boelenham · Boetselaersborg · Borculo · Boswaai · Brakel · Den Brakel · Den Bramel · Bredevoort · Broekhuizen · Bronkhorst · Bruchem · Bruinhorst · Brunsberg · Bulkestein · Bunswaard · Burcht van Tiel · Buren · De Buurse · Byland · Byvanck · Caetshage · Camphuysen · De Cannenburch · de Cloese · Coldenhove · Culemborg · Dedinckweerd · Delwijnen · Didam · Diepenbroek · Hof te Dieren · Huis Dijck · Dikke Tinne · Doddendaal · Dodewaard · Doornenburg · Doornik · Doorwerth · Dooyenburg · Dorth · Doseburg · Drakenburg · Dreumel · Druten · Duivelshuis · Eerbeek · De Ehze · Elburg · Eldrik · Emmerik · Engelenburg · Groot Engelenburg · Engelrode · Enghuizen · Enspijk · De Essenburgh · Essenpas · Est · Fokkinck · Gameren · Geerestein · Geldermalsen · De Gelderse Toren · Geldersweerd · Gellicum · Gendt · Gennepestein · Glindhorst · Goudenstein · ‘s-Grevenhoef · Groot Hell · Groenlo · Groesbeek · Huis te Groesbeek · Grunsfoort · Gulden Spijker · Hackfort · Hackforts Veenhuis · Hagen · Hagevoort · Hamerden · Hanepol · Harreveld · Harslo · Hassink · Het Haveke · Hedel · Heeckeren · De Heegh · Hees · De Heest · Hellouw · Hemmen · Hernen · Motte van Hernen · Heumen · Heusden · Hoekelum · Hoekenburg · De Hoeve · De Hof · Hof d'Ooy · Hof van Arkel · Huis het Holt · Holthuis · Het Holtslag · Ter Horst · Houberg · St. Hubertus · Huissen · Hulhuizen · Hulkestein · Hulsen · Hunneschans bij De Duno · Hunneschans bij Uddel · Jonker Bloo · 't Joppe · De Kamp · Karssenberg · Kemnade · Keppel · Kermestein · Kernhem · Kervel · Kiefskamp · De Kinkelenburg · Klein Enghuizen · Kleverburg · Kortenhoeve · Laag Helbergen · Lakenburg · Landfort · Langen · Latenstein · De Lathmer · Lathum · Ter Lede · Leegpoel · Leemcuyl · Leeuwen · Leeuwenbergh · Lensenburg · Lent · Leur · Leuvenum · Leyenburg · Lichtenvoorde · Lievenstein · Loenen · Loevestein · Loil · Loowaard · Luynhorst · Hof te Maasbommel · Magerhorst · Malburgen · Malderburcht · Malsen · Manhorst · Marhulsen · De Marsch · Marveld · Mathena · Maurik · Medel · Medestein · 't Medler · Meinerswijk · De Mellard · Mensink · Mergelp · Meteren · 't Meyerink · Middachten · Millingen · Mussenberg · Nagelhorst · Nederhagen · Nederhemert · Neerijnen · Huis Neerijnen · De Nesch · Nettelhorst · Nieuwe Blokhuis ·  Nijburg · Nijenbeek · Old Putten · Notenstein · Nye Huis · Olde Spijker · Oldenaller · Oldenhof (Driel) · Oldenhof (Heteren) · De Ooij · Oolde · Oud Oolde · Oosterhout · Ophemert · Opijnen · Oud Ampsen · Oude Blokhuis · Het Oude Loo · Oude Voorst · Oudenborch · Oud-Wisch · Huis te Overasselt · Overeng · Overhagen · Overlaar · 't Oye · Palmestein · De Parck · Persingen · Plekenpol · Ploen · Pluimenburg · Poederoijen · Poelwijck · Poelwijk · De Pol (Dreumel) · Huis de Poll (Huis te Gietelo) · De Poll (Huissen) · Pollenbering · Pollenstein · Puttenstein · Het Raasink · Ravenhorst · De Rees · Ressen · Reuversweerd · Reygersfoort · Rhijnestein · Huis Rijswijk · Rode Toren · Roode Wald · Rosande · Rosendael · Rossum · Rumpt · Ruurlo · Rijsselt · Schadewijk · Schaffelaar · Scherpenzeel · Schoonbroek · Schoonderbeek · Schoonenburg · Schuilenburg · Schuilkerke · Hof te Seelbeek · Sevenaer I · Sevenaer II · Sinderen (Oude IJsselstreek) · Sinderen (Voorst) · Slangenburg · Sleeburg · Slimsijp · De Snor · Soelen · Spaansweerd · Spaldorp · Spijk · Staverden · Sterkenburg · Swanepol · Tarthorst · Teisterbant (Kerk-Avezaath) · Teisterbant (Kerkdriel) · Ter Dicke · Tolhuis · Tolhuis (Tiel) · Tollenburg · Tongerlo · Toren van Wely · Tuil · Ubbergen · Uilenburg (Ewijk) · Uilenburg (Heteren) · Ulenpas · Ulft · Upladen · Valburg · Valkhofburcht · Valkhofpalts · Vanenburg · Varik · Hof te Varsseveld · 't Velde · Velhorst · Verwolde · Vierakker · De Voorst · Voorstonden · Vorden · Vosbergen · Vredenburg · Vredestein (Driel) · Vredestein (Ravenswaaij) · Vuren · Waardenburg · Waddestein · Wadenoijen · Waede · Wageningen · Walfort · 't Waliën · De Wardt · Watergoor · Watermeerwijk · Wayenstein (Huis te Herwijnen) · Well (Huis van Malsen) · Weijenrade · Westenburg · Westerholt · Weurt · De Wiersse · Wijenburg (Echteld) · De Wildenborch · De Wildt · Wilp · Wilperhorst · Winssen · Wisch · Wychen · Wolfswaard · Woolbeek · Yrst · IJzendoorn · Zeeland · Zilveren Spijker · Zuilichem · Zwaluwenburg · Zwanenburg (Heerde) · Zwanenburg (Megchelen)